# Dobos Attila (labdarúgó)
Dobos Attila (Miskolc, 1978. november 24. –) magyar labdarúgó, középpályás, erőnléti edző.

## Pályafutása

### Játékosként
A Mezőcsát korosztályos csapatában kezdte a labdarúgást, majd a megyei harmadosztályú Tiszakeszi csapatában folytatta. 1995 és 2001 között a Borsod Volán játékosa volt. 2000–01-ben a másodosztályú Diósgyőri VTK, 2001–02-ben a Bőcs, majd 2002–03-ban ismét a DVTK csapatában szerepelt. 2003 és 2009 között a Budapest Honvéd labdarúgója volt, ahol két magyarkupa-győzelmet ért el a csapattal, melyek csapatkapitánya is volt. 2009–10-ben az NB II-es Rákospalotai EAC, 2010 és 2012 között a DVTK, 2012 és 2014 között a Mezőkövesd játékosa volt. Utolsó NB I-es mérkőzését a Mezőkövesd színeiben játszotta 2014 május 18-án. 2014 és 2016 között az NB III-ban játszott. 2014 augusztusában a Felsőtárkány, majd a Kazincbarcika játékosa volt. 2016 és 2019 között a Tiszakeszi és az Eger SE csapataiban játszott a megyei bajnokságban.

### Edzőként
2016 és 2020 között a Diósgyőri VTK első és utánpótlás csapatainál erőnléti edzőként tevékenykedett.

## Sikerei, díjai
Budapest Honvéd
- Magyar kupa
  - győztes (2): 2007, 2009